# Theophilus Clinton (4e comte de Lincoln)
Theophilus Clinton, 4e comte de Lincoln, (1599 - 21 mai 1667), titré Lord Clinton jusqu'en 1619, est un adversaire de Charles Ier pendant et avant la guerre civile anglaise.

## Famille
Fils aîné du 3e comte de Lincoln et d'Elizabeth Knyvet, soeur de Thomas Knyvet, Lord Clinton étudie à l'Emmanuel College de Cambridge.
Il est nommé chevalier du bain lors de l'investiture de Charles, duc d'York en tant que prince de Galles à Whitehall le 3 novembre 1616 . Après avoir hérité des titres de famille à la mort de son père en 1619, il épouse en 1622, l'honorable Bridget Fiennes, fille unique de William Fiennes (1er vicomte Saye et Sele). Le comte et la comtesse de Lincoln ont :
- Edward Clinton, baron Clinton (1624-1657), épouse en 1644 Anne Holles (décédée à Londres, octobre 1707), fille aînée de John Holles (2e comte de Clare), et a :
  - Edward Clinton, 5e comte de Lincoln (1645-1692), de uxoris seigneur de Lavérune, épouse en 1674 Jeanne de Gallières (morte en Languedoc, 1688)[2].
- Catherine Clinton (morte en 1643), épouse en 1639, comme sa première femme, George Booth (1er baron Delamer), laissant une fille : l'hon. Vere Booth.
- Arabella Clinton (morte en 1667), épouse en 1643 Robert Rolle High Sheriff of Devon, dont descendent les actuels barons Clinton
- Margaret Clinton (morte en 1688), épouse en 1651 le colonel Hugh Boscawen dont le petit-fils, Hugh Fortescue (1er comte Clinton), devient comte Clinton en 1746.

Lord Lincoln épouse en secondes noces Elizabeth Gorges (décédée en 1675). À sa mort en 1667, les titres de famille passent à son petit-fils.

## Opposition à CharlesIer
Lord Lincoln est un puritain et est décrit comme un puissant ami des puritains du Lincolnshire . Il est le gendre de William Fiennes, 1er vicomte Saye et Sele et partage l'opposition de son beau-père au roi. Il s'oppose à l'emprunt forcé de Charles Ier et fait circuler un pamphlet accusant le roi de tenter de renverser le parlement . Il est emprisonné dans la Tour de Londres pour son opposition tandis que d'autres membres de la Maison s'échappent vers le Massachusetts et d'autres colonies .
Il refuse de prendre l'alliance et est exclu de la Chambre des lords. D'autres membres de la famille de Lincoln, en particulier John Holland et Robert Blow, s'enfuient dans le Massachusetts et s'installent dans la région de Dorchester.

## Colonisation de l'Amérique du Nord
Lord Lincoln partage également l'enthousiasme de son beau-père pour la colonisation de l'Amérique du Nord. Il emploie Thomas Dudley, qui devient par la suite le deuxième gouverneur du Massachusetts, comme intendant du domaine familial à Sempringham, Lincolnshire. Sempringham est le lieu d'une réunion en 1629 où John Winthrop et d'autres discutent de l'organisation d'une proposition de colonie de la baie du Massachusetts . Son beau-frère, l'hon. Charles Fiennes et sa sœur, Lady Arbella Johnson, épouse du révérend Isaac Johnson, naviguent vers l'Amérique avec la flotte Winthrop.